# フォークリフト
フォークリフト（Forklift）とは、油圧を利用して昇降および傾斜が可能な荷役用のつめ（フォーク）を車体前面に備えた荷役自動車。国際標準化機構では、英語: forklift truck と呼称している。
日本産業規格の JIS D 6201：2017は、「フォークなどを上下させるマストを備えた自走式荷役運搬車両
全般の呼称。」と規定している。ハンドリフトなど他の産業用車両と区分するため「 1.フォークなどの貨物を保持する装置が装備されている。2. マストを保有する。3. 動力を持って走行、フォークなどの昇降をおこなう。」の3つの構造を満たすものをフォークリフトと定義されている。

## 歴史
1920年代にアメリカ合衆国のエールやクラークなどの複数の企業によって開発される。
日本では1939年（昭和14年）に日本輸送機製作所（ニチユ。現：三菱ロジスネクスト）が「腕昇降傾斜型運搬車」として開発した。戦時の燃料統制でガソリンが入手しにくかった情勢だったため鉛蓄電池で動作するものだった。しかし、普及はしなかった。
第二次世界大戦後に進駐軍が武器や砲弾等を運ぶために持ち込んだことにより注目を集め、それ以後は日本国内の様々なメーカーによって開発されて普及し、現在に至る。

## フォークリフトの種類

### JISが規定しているフォークリフトの種類
JIS D 6201は、次の種類で分類している。
1. 外観形状による分類
  - カウンターバランスフォークリフト
  - ストラドルフォークリフト
  - パレットスタッキングトラック
  - サイドフォークリフト
  - リーチフォークリフト
  - ウォーキーフォークリフト
  - ラテラルスタッキングトラック
  - 三方向スタッキングトラック
  - オーダーピッキングトラック
  - ラフテレーンフォークリフト
  - マルチディレクションフォークリフト
  - プラットフォームスタッキングフォークリフト
2. 動力による分類
  - 内燃機関（エンジン）式フォークリフト
    - ガソリンエンジン車
    - LPG車
    - LPG・ガソリン併用車
    - ディーゼルエンジン車

  - 電動式フォークリフト
  - 外部電源式バッテリ車
  - エンジン・電気併用車
3. 車輪タイプによる分類
  - ニューマチック車
  - クッション車
4. 操縦方式による分類
  - 乗車式
    - 座席式
    - 前向座席式
    - 横向座席式

  - 立席式
    - 前向立席式
    - 横向立席式

  - 歩行式
  - 無人式

### 日本産業車両協会の統計上のフォークリフトの種類
一般社団法人 日本産業車両協会は、次の区分で統計を発表している。
- エンジン式
  - ガソリンエンジン
  - ディーゼルエンジン
- バッテリー式

### ITAのフォークリフトの区分
Industrial Truck Associationは、フォークリフトを次の種類に分類している。世界のフォークリフトの統計は全て下記の分類でおこなわれている。
- Class 1 Electric Motor Rider Truck - Counter balanced
- Class 2 Electric Motor Narrow isle Trucks
- Class 3 Electric Pedestrian Trucks
- Class 4 & 5 Internal Combustion Truck, Cushion and Pneumatic Tires

## 車両の特徴

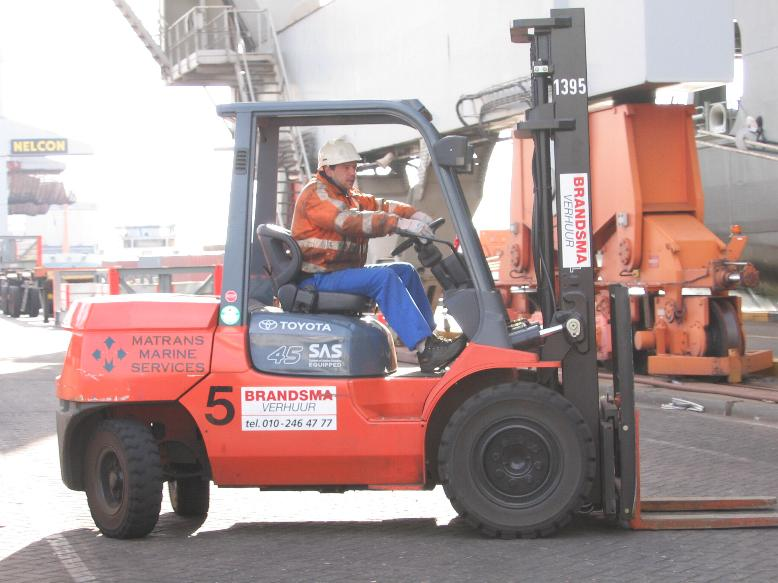
一般的なフォークリフト

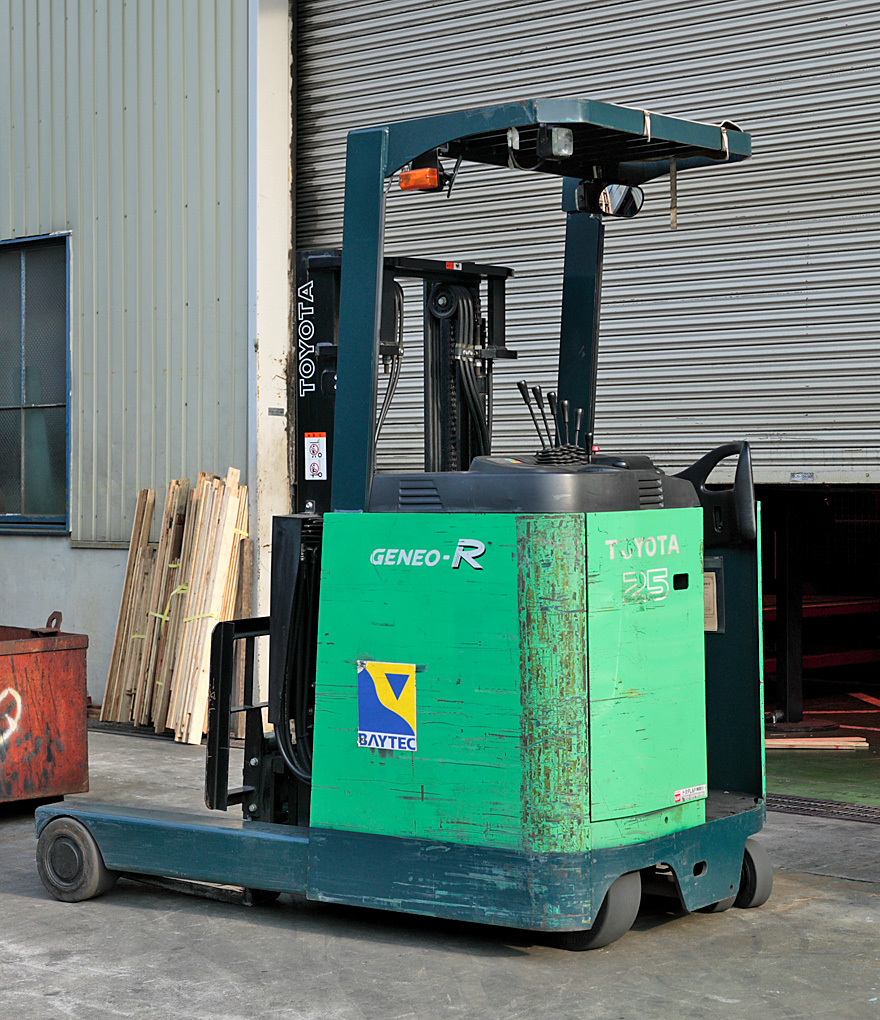
バッテリー式フォークリフト
（リーチリフト）

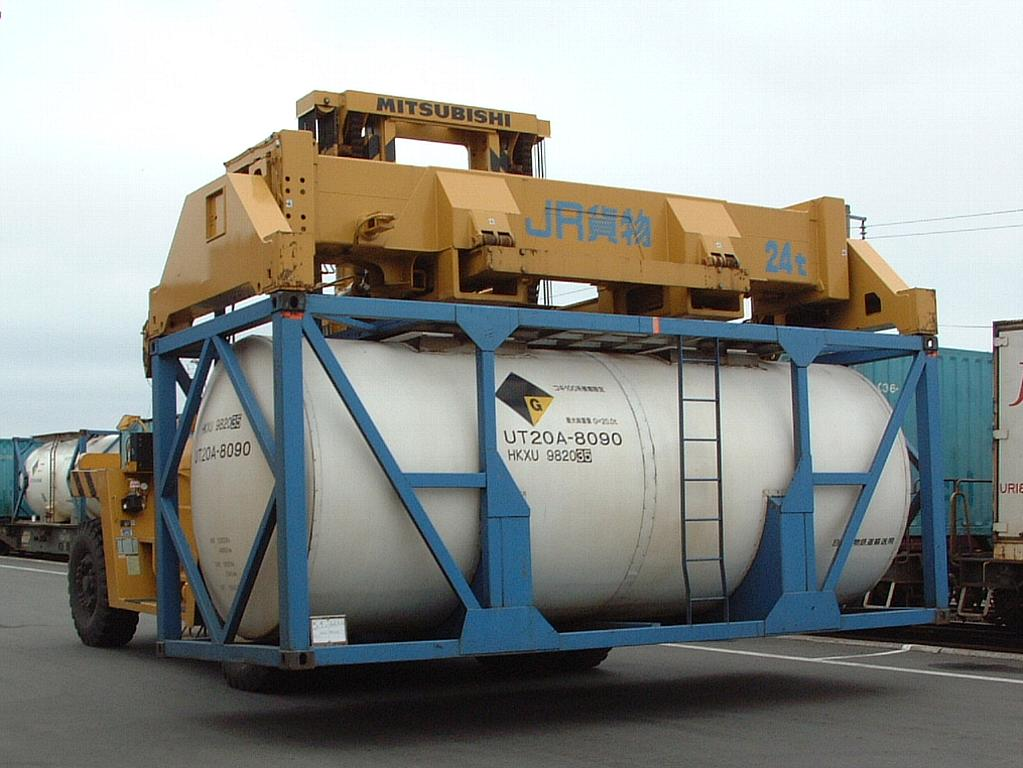
24トントップリフター
フォークリフトの派生型

- 車体前方にフォーク（つめ）を具備しており、その「つめ」を荷物の下部やパレットに差し込んで、持ち上げて運搬する。
- フォークを上昇させると共にマスト（支柱）も伸びて上昇し、車体高さよりも高い場所の荷物も扱うことができる。日本国内では2段伸縮マストで最大揚程3メートルのものが標準であるが、小 - 中型では3 - 4段伸縮で最大揚程8メートルのものも使われている。ISOコンテナ用の30 - 45トンの機種では2段伸縮で最大揚程12 - 15メートルのものもある。逆に少数特殊であるが、車体高さよりも低く短いマスト（ショートマスト）や伸縮しないマスト（モノマスト）を取り付けたものや、車体高さ以下ならフォークを上昇させてもマスト高さが上昇しないもの（フリーリフトタイプ）もあり、トンネル工事、天井の低い屋内や食品庫内、貨物用エレベーターやコンテナ内へ進入して荷役する作業、床置荷役しか行わない場所などで用いられている。
- カウンターバランス式フォークリフトではマストを前後に傾ける（チルト）機能を有しており、リーチリフトではフォークのみを前後に傾ける機能を有していて、荷重に因るフォークの撓みや車体の前傾を生じても荷物を水平に保ったり、荷物をマスト寄りに抱き込んで走行時に荷物が滑り落ちることを防止するために用いられている。
- タイヤはチューブ付の空気入りタイヤを用いるのが一般的であるが、およそ3トン以下の小型機種では内部に軟質ゴムを充填したノーパンクタイヤも多用されている。リーチリフトでは鉄輪表面にゴムまたは、ウレタン樹脂を貼り付けたソリッドタイヤを用いたものが大多数である。タイヤの色は一般的な自動車用と同様に黒が多いが、床面の汚染を嫌う屋内用途ではタイヤ跡が付かないよう白または緑などのカラータイヤも用いられている。
- 一般的に後輪操舵であるため、ハンドルの旋回方向と車両の挙動（内輪差、外輪差）が普通の自動車とは逆になり、運転には慣れが必要。自動車では見られないミッドシップエンジン、フロント(MF)駆動であるのも特徴。
- リーチリフトの一部機種では荷重側車輪の向きを任意の角度へ変えられるものもあり、斜行や真横への走行も可能。木材や鋼材などの長尺物を持って狭い通路へ横行進入するなど、サイドフォークリフトと同じ機能を有している。
- ホイールベースが短く、最大舵角が大きいので小回りが利く。
- 短距離の荷役運搬を主な目的としているため、最高速度は低く、リーチリフトで11 km/h程度、カウンターバランス式では小型なフォークリフトで 20 km/h 程度以下、最大荷重が10 tを超えるような大型のフォークリフトでも 35 km/h 程度以下の機種が多い。（小型特殊自動車の公道での法定速度は 15 km/h 以下と 35 km/h 未満）。
- ブレーキ時の慣性によって荷物が前方へ転落する（あるいは車両ごと転倒する）事故を防ぐため、荷役積載時は前進走行よりも後退走行のほうが安全である。荷物が小さく視界が確保できる場合は前進走行でもよいが、事業所によっては「前進禁止」の規則を定めていることもある。
- パレット用フォーク以外にも様々なアタッチメント（荷役装置）が製造販売されており、それらを装着することで様々な荷物や作業に対応できる。
- クローラ式フォークリフトでは、不整地でのパレチゼーションを可能にする。小型のものが多く、最大荷重は2000kg前後が多い。クローラの足回りは超信地旋回が可能なため、小回りが最も利く。太陽光発電所の建設や、農業でのパレット運搬に用いられるほか、屋外展示場のブース設営などにも使用される。不整地での荷役作業が可能なため、南極・昭和基地などにも配備されている。

### カウンターバランス式フォークリフト

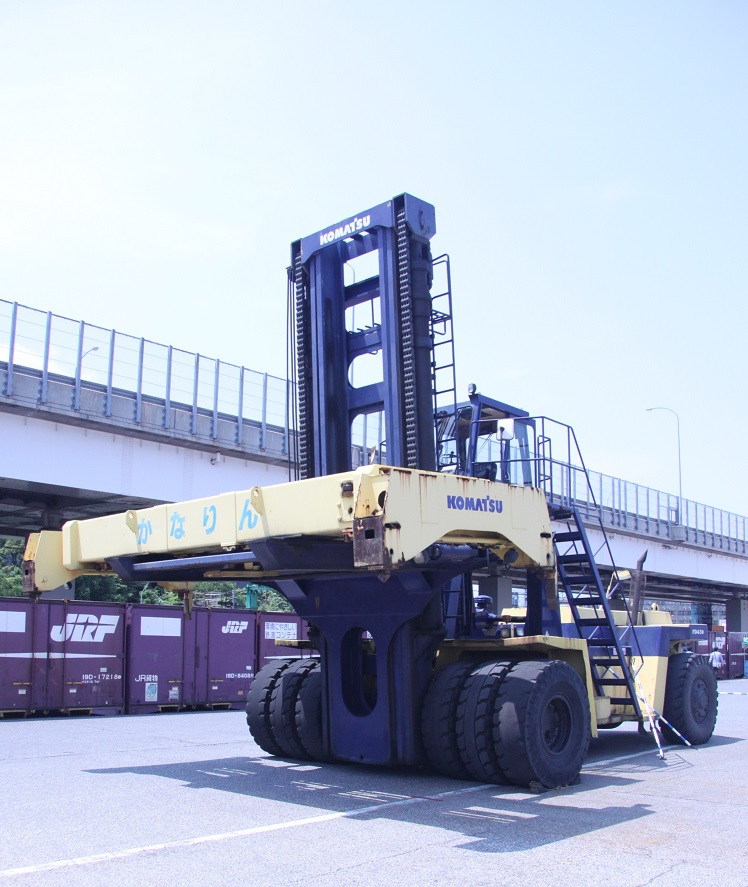
前輪がトリプルタイヤのトップリフター

後部にカウンターウエイトを備える一般的な形状のフォークリフト。エンジンまたはバッテリーは車体中央部か運転士座席の下に搭載したものが一般的である。積載量は0.5 t - 40 tクラスまで存在する。トランスミッションはマニュアル式またはトルコン式が選択可能。世界第2位の生産台数を誇るLinde MHはハイドロ・スタティク・トランスミッション (HST) を採用しているものもある。基本的に4輪（タイヤ4本）であるが、小型の機種では後輪を1個とした3輪タイプもある。横幅が広い荷物を扱う場合、荷物を高く持ち上げる場合など、左右安定度で許容荷重が制限される用途では前輪をダブルタイヤとして左右安定度を確保し、許容荷重を増加させている。また、特に横幅が広く、高積みが行われるISO（海上）コンテナを扱う車両には前輪トリプルタイヤのものもある。
カウンターバランス式の長所は、リーチ式より転倒安定度と車体強度が高いうえに走行速度やフォークの上昇速度が速く、安全性と作業効率が高いことが上げられる。また、リーチ式よりも高揚程かつ大荷重のものを製造可能である。反面、リーチ形のフォークリフトに比べて車体寸法が大きいので回転半径が大きく狭所作業性が劣る面がある。

### リーチリフト
マストが前後に移動（リーチイン・リーチアウト）できることを大きな特徴とする、フォークリフトの種類の1つである。最小回転半径が小さく、倉庫内など狭隘な作業場所において広く用いられている。国内では、最大積載荷重が0.5 t - 3 tクラスが販売されている。カウンターバランス式と違い、基本的には立ち乗りであるが、なかには座って操作する製品も存在する（海外では座って運転するモデルが主流で座乗式ともいわれる）。
リーチ式の長所としては、先述のようにカウンターウエイト式より小回りが利く、動力方式がバッテリー式の為、騒音が小さく空気汚染が少ない点が挙げられるが、短所としては、カウンターバランス式よりも転倒安定度が低く、マスト剛性も低いので荷物を高く持ち上げた場合の揺動が大きく定置効率が悪く転倒しやすい。駆動輪が1輪かつ径が小さいので駆動力が小さく路面が濡れていたり凹凸が有ると走行性能が著しく低下する。水平かつ平滑に仕上げられた床面以外での走行は困難。構造上、傾斜地や雨中での使用は危険で屋外荷役には適さない。連続稼働時間が内燃機関式より短い。大きさやレイアウトの都合上、内燃機関式への対応が難しい。バッテリーには定期的な補水が必要、初期導入コストが高価であるなど。充電に要する電気料金は同能力のエンジン式フォークリフトの燃料費より安く済む場合が多いが、劣化したバッテリーの取替費用が高額になるので、運用状況によってはライフサイクルコストがエンジン式より高くなる。なお、「プラッター」と呼ばれることもあるが、これは日本で最初にリーチ式バッテリーフォークリフトを開発した三菱ロジスネクスト製品の商標である。
リーチ式の変種としてオーダーピッカーがある。運転席が車体上ではなく、フォークと一体化した構造でフォークと共に昇降する構造になっていて、運転者が手作業で高所に在る荷物をパレットに積み込んだりフォーク上パレットに積載した荷物を高所で積み替えたりできるものである。

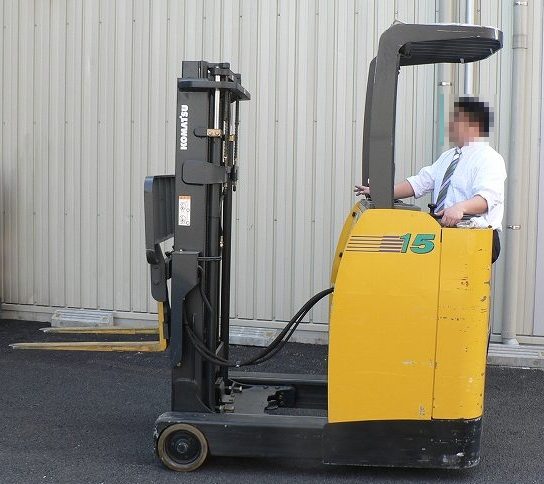
マストを前出した状態（リーチアウト状態）
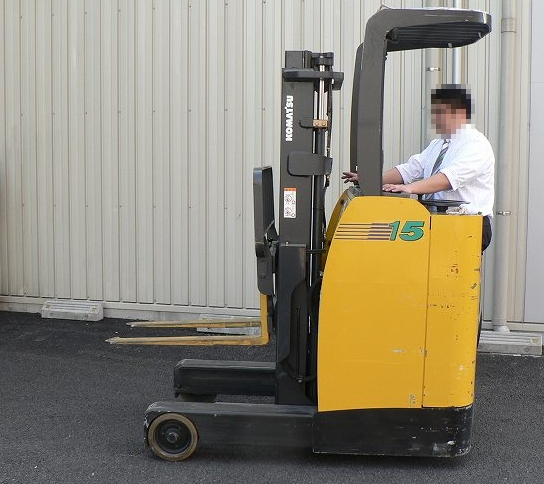
マストを引込んだ状態（リーチイン状態）
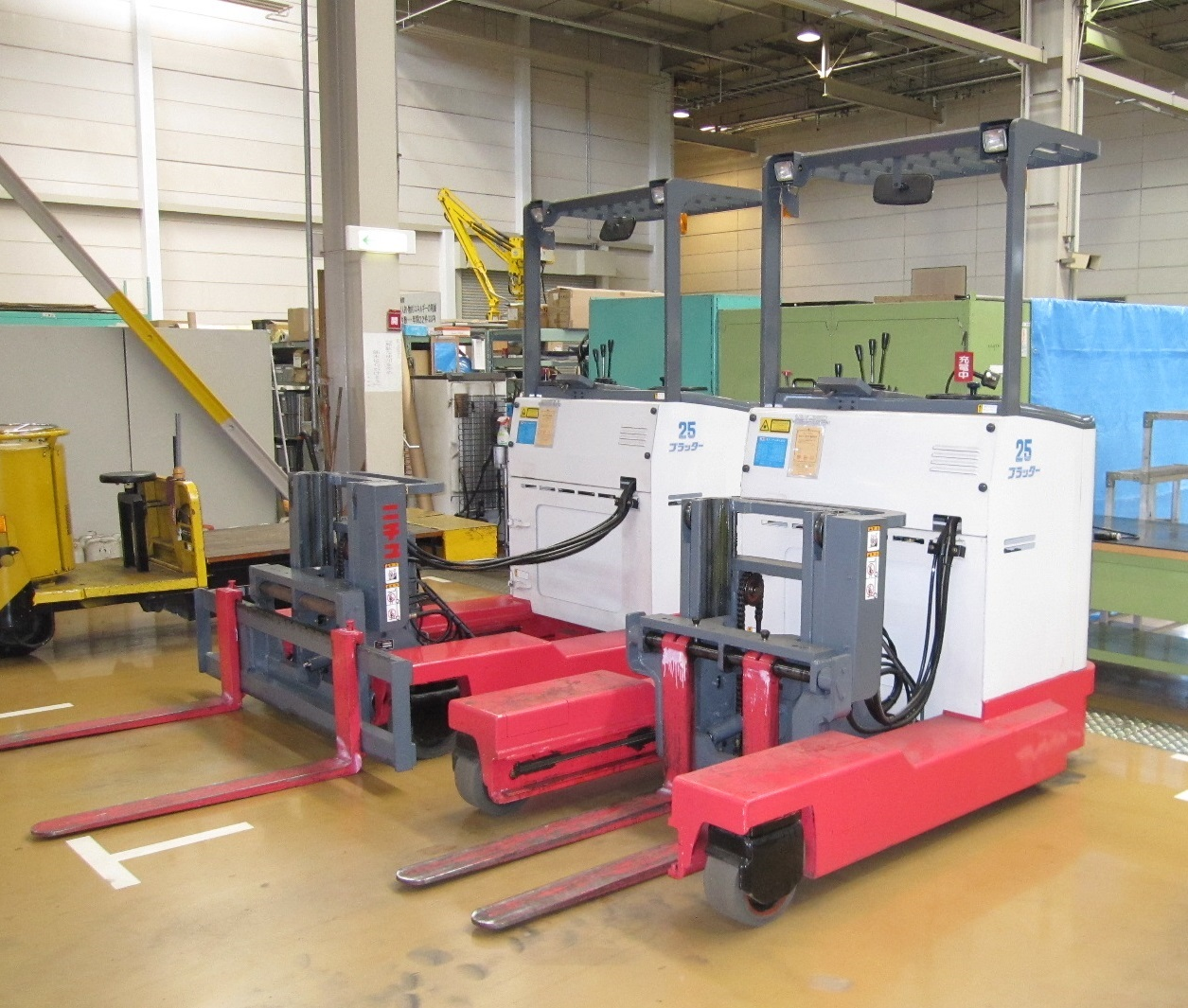
ショートマストを取り付けた床置荷役専用タイプ

### 操作系
一般的な自動車と同じハンドル、ペダルの他フォーク等を操作するためのレバーが存在する。ただし、ハンドルには片手で操作しやすいよう取っ手が付けられていることが多いほか、トルクコンバーター車でもインチングペダルというクラッチベダルのような物が存在し、ブレーキペダルが連動して押されるようになっているものが多い。操作レバーは長いものが数本並んでいるのが一般的だが、最近は運転者が手元で操作できるジョイスティックタイプも登場している。前者が制御バルブを直接操作するのに対し、後者は電気的に遠隔制御する。パーキングブレーキは古い車種にはレバー式、新しい車種にはペダル式のものがある。工場内で利用されることから古い車種が見られることも多く、照明に引きボタンスイッチであるものも未だに現役で稼働している。
製造企業による操作系統の違いを以下に記す。
- ニチユとトヨタでは、操作レバーの配置が異なる（前・後進レバーと、1・2速レバー配置が左右逆）。ニチユ式を採用しているメーカーが多いが、後発メーカーであるトヨタは独自の配列を標準仕様として開発した。
- 神鋼電機が製造していたモデルでも独自のレバー配列を採用しており、「神鋼式」といわれた。
- 日産のフォークリフトにはフォークの上下とチルトを1本のレバーにし、X字に操作する1本レバーモデルがあった。現在は日産、日立、ニチユ、三菱の統合会社、ロジスネクストの車両で採用されている。
- 従って違うメーカーのフォークリフトに乗りかえると、操作を間違うことがあるので注意が必要。事業所によっては改造して操作方法を変更している場合もあるので、乗り慣れたメーカーのものでも油断はできない。

### 動力源
フォークリフトの動力源は、「バッテリー式」・「ガソリンエンジン式」・「ディーゼルエンジン式」の3つが多く使われている。近年のエコ事情により、「燃料電池式」で動くフォークリフトも国内外で発売されつつある。

#### バッテリー式の普及
乗用車やトラックで電気自動車がなかなか普及しないのとは対照的に、小型フォークリフトでは以前からバッテリー車が普及しており、現在では3トン以下の小型フォークリフト需要の50 %以上がバッテリー車である。（日本産業車両協会調べ）
- 使用環境(換気が難しい、衛生環境に厳しいなど)によっては、排気ガスが出ないことが大きなアドバンテージとなる。
  - 冷凍倉庫、食品加工場、精密部品の工場内など、排気を出せない空間に適している。
  - 「ガソリンエンジン式」・「ディーゼルエンジン式」特有の排気ガスによる健康被害が全く出ない。
- 燃料油の運搬や保管などが不要なので、火災などの危険性が低く、危険物を取り扱う手間が掛からない。
- 電動機は騒音が非常に小さく静粛性が高いので、住宅地の事業所や深夜作業を行う事業所に適している。
- 事業所内の一定の範囲だけで使用されることが多く、長距離を走るわけではないので、万一バッテリー切れになっても、救援が容易である。
- 深夜電力の割引料金が適用される事業所では夜間充電を行えば、経済性、環境性が高い。
- バッテリーの大容量化、小型軽量化が進み、内燃エンジン車と比べて遜色ない連続稼働時間を得られるようになった。
- エンジン音が少なく静かであることは場合によっては運転者以外の作業者がフォークリフトの接近に気づきにくい欠点ともなるため、その欠点を補うために警告ランプをあえて取り付けることが多い。

## アタッチメント
- ISOコンテナを扱う業種（海運会社やJR貨物など）ではコンテナを吊り上げるスプレッダー付の機種が使われる。スプレッダーには空コンテナ用のサイドスプレッダー（車体寄り左右2か所のみを嵌合）と実入りコンテナ用のトップリフター（全4か所を嵌合）がある。
- 原木や丸太材を扱う業種ではフォークが上下に大きくダンプするヒンジドフォークが多用されている。ヒンジドフォークにバケットを装着すれば、おがくず等の比較的軽量な粉体や粒体を掬い上げて運搬することも出来る。
- ドラム缶の運搬にはドラム缶用アタッチメント（ドラムクリッパー）を使用する。クリップ部がドラム缶の縁を引っ掛けるように持ち上げ、下ろした際にはクリップ部から外れるような仕掛けになっている。1もしくは2本ずつ釣り上げるフロントタイプと、4本ずつ釣り上げるセンタータイプがある。
- ロールクランプの装着により、ドラム缶や新聞印刷用原紙など大きな円筒状荷物をそのまま掴み上げて運搬したり、持ち上げた荷物を回転させたりできるものもある。
- トラックに積み付けを行う場合にフォークを数十センチ程度左右に動かせるもの（サイドシフト）もある。
- 特に長い「つめ」が必要な場合、「つめ」に「サヤ」（鞘）を取り付けることがある。
- 「シングル・ラム」丸棒状の1本爪。側面に丸穴を有するケーブルドラムや薄鋼板出荷コイルなどをパレットを用いず直接運搬する場合に適する。
- 本来の荷役作業ではないが、積雪地ではメーカーオプションや部品メーカー製品・ユーザが個別発注などしたバケット・除雪ブレードを取付けて、会社敷地内などで除雪車代わりにも用いられる。詳細についてはスノーバケットの項を参照。

## 車両の登録・課税関係
構内作業だけに用いて公道走行を行わないフォークリフトでは、自動車登録してナンバープレートを掲示する義務は無い。事業者がフォークリフトを取得して市区町村に登録せず軽自動車税を納めない場合は、固定資産税の償却資産として課税される。小型特殊の軽自動車税の方が安い場合があるので、構内だけを走るフォークリフトでもナンバーを取得することがある。小型特殊自動車を含む軽自動車税は、公共用途等の免除あるいは一部の減免規定を除き、公道走行の有無を問わずに課税対象となり、軽自動車税を納付した証票としてナンバープレートが交付されるからである。詳細は、各市区町村の軽自動車税担当部署に問い合わせのこと。なお、大型特殊の場合は、運輸局運輸支局などでの登録が必要（9ナンバー）。この場合、自動車重量税の対象となり、車検が必要で、固定資産税の償却資産の対象となる。構内作業車でナンバーがなければ償却資産で課税される。

## 操作に必要な資格

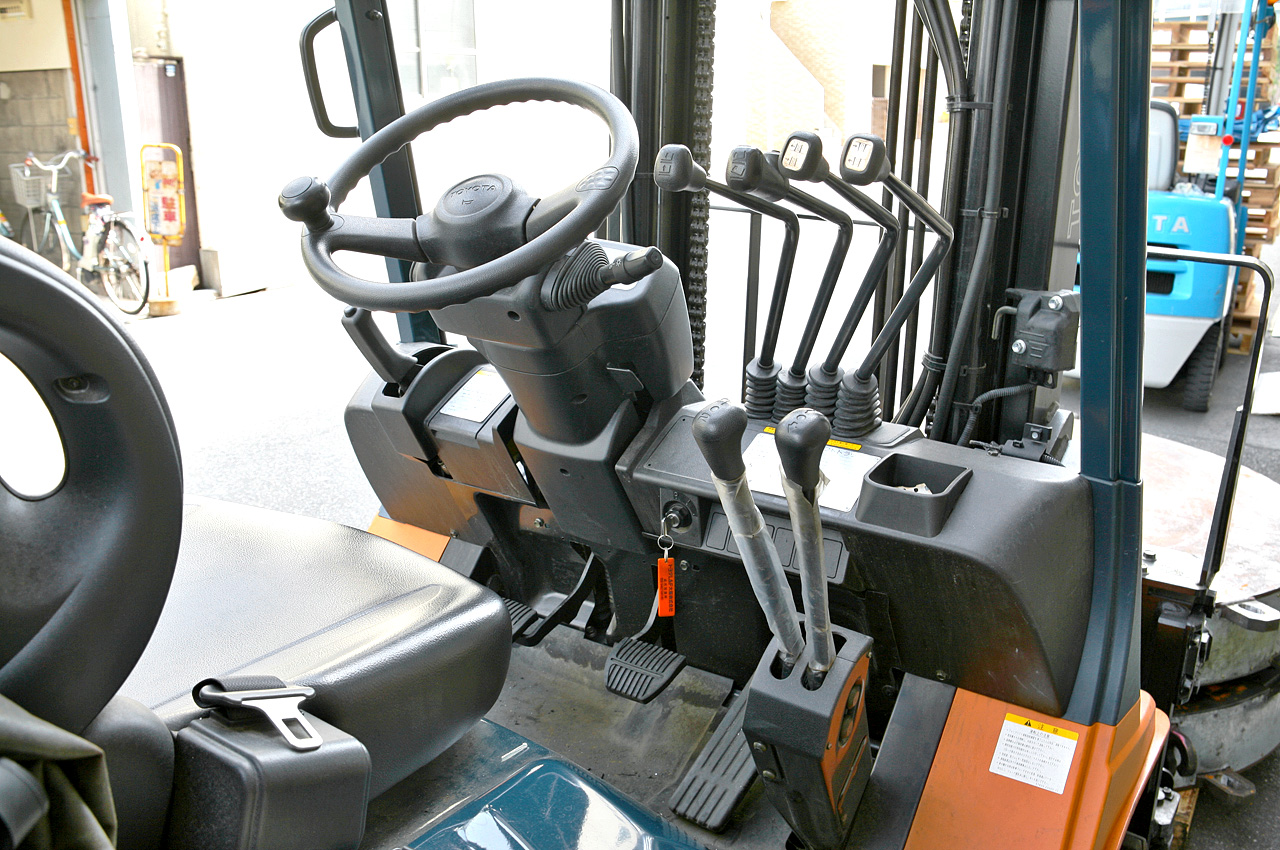
トヨタL&F ジェネオの操作系

### 労働安全衛生法の免許等
労働行為（業務）としてフォークリフトを運転操縦する者は、運転操縦するフォークリフトの積載荷重に応じ、労働安全衛生法に規定する技能講習を受講し修了証書を所持した者、または、特別教育を受けた者でなければならない。また、道路交通法が適用される道路または地所を走行運転する場合は車両登録区分に応じた自動車運転免許証の交付を受けて、これを携帯した者でなければならない。
- 最大積載荷重 1t以上のフォークリフトの運転業務
  - 労働安全衛生法第61条に規定するフォークリフト運転技能講習を受講し、修了証の交付を受け、かつ、フォークリフト運転の業務に従事する際は修了証を携帯していなければならない。

具体的には、日本の都道府県労働局長登録教習機関一覧で実施される「フォークリフト運転技能講習」の修了が義務づけられている。（罰則：事業者は6月以下の懲役又は50万円以下の罰金、従事者は50万円以下の罰金）
- 最大積載荷重1t未満のフォークリフトの運転業務
  - 上記、フォークリフト運転技能講習修了証を携帯する者、または、労働安全衛生法第59条第3項に規定する特別教育を受講した者でなければならない。具体的には、事業者（講習機関でも可）が実施する「フォークリフト運転特別教育」の受講が義務付けられている。（罰則：事業者は6月以下の懲役又は50万円以下の罰金）
    - また、事業者はこれら特別教育の記録を3年間保管しなければならない。（同条に基づく労働安全衛生規則第38条）

これらは、有害または危険を伴う業務に就く者に義務付けられた資格、または事業者が労働者に労働災害防止および安全衛生の維持に必要な知識を付与する目的の特別教育であるため、例え私有地であっても事業者の指示の下に行う労働行為（業務）としてフォークリフトを運転操縦する場合には、これらの技能講習または特別教育を受けていなければならない。
技能講習と特別教育は、道路交通法の運転免許とは別のものである。よって、道交法の自動車運転免許だけでは作業装置を使用（動かす）する運転操縦は一切できず、また、労働安全衛生法の技能講習修了または特別教育受講だけでは、道路交通法が適用される道路または地所でフォークリフトを走行運転できない。
刑事罰が無い事項であっても、違反していれば行政当局の立ち入り検査および行政処分の対象となりうる。
なお、法令上では「フオークリフト」表記となっている。

### 公道等を通行する場合（道路交通法など）
まず、フォークリフトを道路交通法第2条第1項に規定する道路、すなわち「公道」や、不特定の人や車が自由に通行することができる場所などで自走運転させる場合には、その種別に応じ、運転者が、車両の規格に応じた道路交通法上の運転免許を受けていなければならない。（罰則：運転者は3年以下の懲役又は50万円以下の罰金。事業者も両罰刑。）
- 車体寸法や最高速度によって「大型特殊自動車」と「新小型特殊自動車」と「小型特殊自動車」に分類され、それぞれ必要な運転免許が異なる。区分については、「特殊自動車」の項目の「道路交通法の特殊自動車区分」に関する項を参照。

さらに、道路運送車両法の特殊自動車の区分に応じ、フォークリフトが道路運送車両の保安基準を満たしていなければならない。また、道路運送法の自動車登録（または臨時運行許可）が完了し、かつ有効でなければならない。具体的には、運輸局または自治体役場が交付した有効なナンバープレートを正しく付けたものでなければ、公道等を自走してはならない。（登録対象車は6月以下の懲役又は30万円以下の罰金、自治体対象車は番号票表示義務違反など）
フォークリフトに構内作業用に施した改造であって、道路運送車両の保安基準を満たしていないものは、公道走行時には、保安基準を満たすように現状復旧しなければならない。
さらに、当該フォークリフトにつき自動車損害賠償責任保険に加入し、かつ有効であること、加えて保険の証明書を運転に際し常時携帯していなければならない。（罰則：1年以下の懲役または50万円以下の罰金。証明書不携帯は30万円以下の罰金）
ほか、公道等上で自走する場合、フォークリフト（のフォーク）への荷物の荷役は禁止（積載条件違反）、けん引は禁止（けん引条件違反）、作業灯の点灯は禁止（整備不良等）である。
刑事罰が無い事項であっても、違反していれば行政当局の立ち入り検査および行政処分の対象となりうる。

## 事故

### 労働災害
フォークリフトに関連した労働災害で、毎年50人以上が命を落としている。安全衛生年鑑の統計データ（2000年-2007年）によると、事故原因は「挟まれ・巻き込まれ」の38%が最も多く、「墜落・転落」(20%)、「激突され」(18%)が続いている。マストに体が挟み込まれる重大事故を防ぐには、レバーの誤操作につながる危険な作業（運転台から身を乗り出して物を取るなど）を避けることが重要であるとともに、離席時の操作を無効化するデッドマン装置も有効である。
また、フォークリフトで労働者を昇降させることは法令「労働安全衛生規則 151条の14」で原則禁止されているが、何枚もパレットを重ねた上で作業をし転落死する事故も起きている。
- 2017年8月、奈良県田原本町の40歳の天理総合運輸の田原本物流センターで、倉庫従業員が、頭上10mの電球を交換するために、フォークリフトに厚さ15cmの木製パレットを37個乗せて、その上に乗って作業していたところ、バランスを崩し落下し頭を強く打ち死亡。これはダーウィン賞となった[3][4]。
- 2024年9月9日、笛吹市のマルエスフリージングジャンクションが管理する倉庫内で、45歳の課長による指示のもと、50代の男性社員が45枚のパレットを積み重ねた上に乗り天井の電球を交換する作業をしていたところ、高さ8mから転落し死亡。会社と課長は書類送検された[5]。

### 子供の死亡事故
子供をフォークリフトに乗せる等の不適切な運用によって、子供が死亡する事故も発生している。
- 2021年1月、父親がフォークリフトのツメ部分に2人の娘（6歳と10歳）を乗せて運転。2人が転落して、誤って2人を轢き、妹が死亡した[6]。
- 2022年8月、父親がフォークリフトで持ち上げたパレットにベルトを吊るしてブランコを作成。娘（8歳）を遊ばせていたところ、高さ3mからパレットが落下して女児の頭に当たり、女児が死亡した[7]。
- 2025年4月、父親が1人乗りのフォークリフトに小学校1年生の息子（6歳）も乗せて運転。男児が転落し、頭を強く打ち、死亡した[8]。

## 自主検査
労働安全衛生規則第151条の21に基づき、1年を超えない期間ごとに「特定自主検査」（法定検査）が義務付られている。特定自主検査は、法定の検査資格を有する自主検査者が行う必要がある。
また、1か月を超えない範囲での定期自主検査および運転前の始業前点検も義務付られている。定期自主検査および始業前点検を行うのは自主検査者でなくてもよい。

## メーカー
- 日本

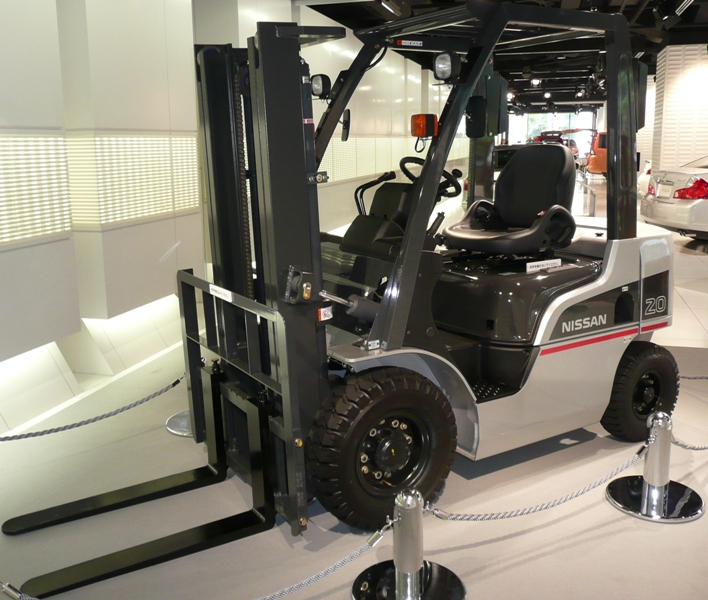
日産のフォークリフト（アグレス）

  - 豊田自動織機（トヨタL&F、TOYOTA）
  - コマツ (KOMATSU)
  - 三菱ロジスネクスト 2013年4月に統合
    - 三菱重工業（三菱重工フォークリフト、MITSUBISHI）
    - 日本輸送機（ニチユ、NICHIYU）
      - 三菱とニチユはニチユMHIフォークリフトとして2009年より日本国内の販売網を共有

    - ユニキャリア (UNICARRIERS) 2016年4月よりニチユ三菱傘下となり、2017年10月の経営統合により製造は三菱ロジスネクストへ一本化
      - 日産自動車（日産フォークリフト、NISSAN）
      - TCM

  - 住友ナコ フォークリフト
    - 住友フォークリフト (SUMITOMO)

  - シンフォニア テクノロジー (SINFONIA TECHNOLOGY) 2009年4月 神鋼電機から現社名に変更
  - コレック (KOLEC)
  - 杉国工業 (Sugico)
  - をくだ屋技研
  - 株式会社昭和フォークリフト
  - 株式会社ナカノ
  - 東海ニチユ株式会社
  - 諸岡
- 海外主要メーカー
  - KION グループ（独）
    - Linde MH（独）
    - Still（独）
    - OM Carrelli Elevatori S.p.A（伊）

  - Jungheinrich（独）
  - Hyster-Yale Material Handling（米）
  - Crown Equipment Corp.（米）
  - Mitsubishi Caterpillar Forklift（日）
  - Cargotech (Kalmar) (フィンランド)
  - 安徽合力（中）
  - 杭叉集团（中）
  - Clark Material Handling（韓）
  - MANITOU (フランス)